# متیو هانتر
متیو هانتر یک شیمی‌دان اهل نیوزیلند بود که در آمریکا سکونت داشت. وی ابداع‌کننده فرایند هانتر است. فرایند هانتر , نخستین فرایند صنعتی برای تولید فلز خالص تیتانیوم بود. این فرایند مستلزم احیای تتراکلرید تیتانیوم (TiCl4) با سدیم (Na) در یک مخزن فولادی در دمای ۷۰۰ تا ۸۰۰ درجه سلسیوس است.
TiCl4 + 4 Na → 4 NaCl + Ti
پیش از فرایند هانتر، همه تلاش‌ها برای تولید فلز تیتانیوم به تولید ماده‌ای بسیار ناخالص، که معمولاً نیترید تیتانیوم نامیده می‌شود انجامیده بود. فرایند هانتر در دهه ۱۹۴۰ توسط فرایند کرول (Kroll) جایگزین گشت. درفرایند اخیر , تتراکلرید تیتانیوم به وسیلهٔ منیزیوم احیا می‌شود.